# Біллсвілл (Пенсільванія)
Біллсвілл (англ. Beallsville) — місто (англ. borough) в США, в окрузі Вашингтон штату Пенсільванія. Населення — 393 особи (2020).

## Географія
Біллсвілл розташований за координатами 40°3′43″ пн. ш. 80°1′49″ зх. д. / 40.06194° пн. ш. 80.03028° зх. д. (40.061904, -80.030231).  За даними Бюро перепису населення США в 2010 році місто мало площу 6,29 км², уся площа — суходіл.

## Демографія
Згідно з переписом 2010 року, у селищі мешкало 466 осіб у 189 домогосподарствах у складі 140 родин. Густота населення становила 74 особи/км².  Було 207 помешкань (33/км²).
Расовий склад населення:
| - 98,1 % — білих - 0,6 % — азіатів - 0,4 % — чорних або афроамериканців - 0,2 % — корінних американців |

До двох чи більше рас належало 0,6 %. Частка іспаномовних становила 0,6 % від усіх жителів.
За віковим діапазоном населення розподілялося таким чином: 18,7 % — особи молодші 18 років, 63,1 % — особи у віці 18—64 років, 18,2 % — особи у віці 65 років та старші. Медіана віку мешканця становила 46,6 року. На 100 осіб жіночої статі у селищі припадало 97,5 чоловіків;  на 100 жінок у віці від 18 років та старших — 93,4 чоловіків також старших 18 років.
Середній дохід на одне домашнє господарство  становив 75 583 долари США (медіана — 56 528), а середній дохід на одну сім'ю — 77 023 долари (медіана — 62 250). За межею бідності перебувало 0,2 % осіб, у тому числі 0,0 % дітей у віці до 18 років та 1,0 % осіб у віці 65 років та старших.
Цивільне працевлаштоване населення становило 232 особи. Основні галузі зайнятості: освіта, охорона здоров'я та соціальна допомога — 20,7 %, будівництво — 14,2 %, науковці, спеціалісти, менеджери — 9,9 %, оптова торгівля — 8,6 %.